# Amphinema turrida
Amphinema turrida is een hydroïdpoliep uit de familie Pandeidae. De poliep komt uit het geslacht Amphinema. Amphinema turrida werd in 1900 voor het eerst wetenschappelijk beschreven door Mayer. 